# Associação Desportiva Classista Sul Brasileiro
A  Associação Desportiva Classista dos Funcionários da Sul Brasileiro de Crédito Imobiliário  foi uma entidade desportiva, fundando em  1981, que desenvolveu um trabalho profissional no voleibol masculino com sede na cidade de Porto Alegre. 

## História
Em março de 1981 os diretores o Banco Sulbrasileiro estavam reunidos informalmente fora da empresa, comentavam sobre  a iniciativa da Atlântica Boavista em montar um time de voleibol, quando eles próprios se questionaram, por que não poderiam fazer o mesmo, e incumbiram o diretor Adir Nogueira para falar com seu cunhado Andrew Zacaron Gonzaga, que atuava nas categorias de base do Grêmio Náutico União, depois de poucos dias já estavam vestindo as cores verde e branco do novo time, e o primeiro técnico nos primeiros passos foi Marco Antônio Volpi . 
Na ocasião buscava-se a integração dos funcionários, depois ocorreu a decisão de participar de competições, surgindo a ideia da contratação de alguns funcionários para representar o time; pouco a pouco foi aumentando a perspectiva de compor uma equipe institucional através da Associação dos Funcionários da ACREDI (Associação de Crédito Imobiliários), portanto a diretoria da empresa aprovou a inciativa; e ao invés de funcionários competindo, passaram a subsidiar a ACREDI  que destinava os recursos para formar o time, apontada a primeira iniciativa mais concreta para em prol da profissionalização do voleibol no Rio Grande do Sul.
Toda essa etapa de formação do clube e comissão técnica deu-se em 1982 e no mês de dezembro, visando a consolidação da equipe e do investimento, o Banco Sulbrasileiro realizou o Torneio Sulbrasileiro de Voleibol, no Ginásio do Esporte Clube Internacional, o Gigantinho, em Porto Alegre, entre os participantes estavam
Atlântica Boavista, Frigorífico Chapecó e a FUnBa/Bagé, ocasião que chegou à final e lotou praticamente o ginásio, no dia 9 de dezembro e diante de 9 300 expectadores vencendo pela primeira vez o Atlântica Boavista. Também venceram no Ginásio de Esportes da FENAC, em Novo Hamburgo, por 3-2 este mesmo time em 1984, com muita vibração de Márcio, uma das revelações do time e de Paulão que antes era handebolista,  e dias atrás haviam perdido em São Paulo para, Pirelli.
A equipe formada para início das disputas foi composta por:Andrew Zacaron Gonzaga, Talmai Nagel, Fernando Treiss, Sérgio Karg, Joca, Xanxerê, Marcelo de Lima Dutra, Tubarão,Virgílio, Beto, Leco, Negreli, Paulão, Doro, Márcio Fernandes Sanchs, o técnico era Luís Delmar da Costa Lima (Duda) e o preparador físico era Ricardo Pacheco Machado.
Na temporada de 1982 a formação da equipe objetivava de conquistar o estadual e lutar pela quarta a sexta posição do campeonato nacional, e era formada pelos atletas juvenis do Grêmio Náutico União, entre eles estavam Andrew Zacaron, Paulão, Dante, Marco Aurélio e Edu e treinavam no Ginásio do Colégio Sevigné, após terceiro lugar no Campeonato Gaúcho de 1982, integraram a equipe Joca e Leco e conquistaram o título estadual em 1983, quando o técnico Duda trouxe do Grêmio Esportivo Olímpico Marcio, Virgílio, Negreli, Beto e obtiveram o título estadual e o quinto lugar no Campeonato Brasileiro.
No início do ano de 1983, o Sulbrasileiro utilizava-se da televisão para a promoção da equipe e do esporte devido ao alcance nas comunidades, mantendo a boa imagem do produto, ou seja, a Caderneta de Poupança Sulbrasileiro, sendo um eficaz veículo para a publicidade. Antes do Campeonato Gaúcho daquele ano fez amistosos contra Frigorífico Chapecó, vencendo todos os jogos.Outros amistosos e eventos foram promovidos pelo Grupo, como por exemplo em 1984 realizou o hexagonal com a participação das principais equipes Atlântica Boavista, Pirelli, Atlético Mineiro e  Minas Tênis Clube .
Na temporada de 1983 o time perdeu apenas um set no estadual em 42 partidas disputadas, para a jornada seguinte o diretor Pedro Carlos Magno foi o responsável por contratar os gaúchos Paulo Roese, Renan Dal Zotto e Marcus Vinícius Freire que eram atletas do Bradesco Atlântica , tendo todo recurso do Banco ,  juntando-se aos citados anteriormente, ainda mencionando Virgílio, Negreli, Betão, Beto e Aldmir, a equipe conquistou o bicampeonato estadual no mesmo ano e após os Jogos Olímpicos de Los Angeles, Renan retorna contundido e não chegaram na colocação almejada, e em 1985 no momento da renovação do time, houve a intervenção do Banco e  o departamento foi desativado; o detalhe que antes de investir ocupava a décima nona posição em numero de cadernetas de poupança e em 1984 estava na quinta posição, o time chegava a treinar 11 horas por dia.
Ainda em 1984 disputaram pela primeira vez a edição do Campeonato Sul-Americano de Clubes realizado em Lima, ocasião que chegaram a final e conquistaram a medalha de prata ao ser derrotados pelo Minas Tênis Clube
84.Em 7 de fevereiro de 1985 o Sulbrasileiro sofreu intervenção do Banco Central do Brasil por problemas de liquidez e com isso o time foi desativado.

## Títulos e resultados
Campeonato Sul-Americano de Clubes:
- Vice-campeão:1984[9]

   Torneio Sulbrasileiro:
- Campeão:1982[3]

  Campeonato Gaúcho:
- Campeão:1983[7] e 1984[7]
- Terceiro posto:1982[3]